# Mesnil-Saint-Loup
 Mesnil-Saint-Loup  es una población y comuna francesa, en la región de Champaña-Ardenas, departamento de Aube, en el distrito de Nogent-sur-Seine y cantón de Marcilly-le-Hayer.

## Demografía
| 400 | 462 | 480 | 498 | 507 | 523 |
| Para los censos de 1962 a 1999 la población legal corresponde a la población sin duplicidades (Fuente: INSEE [Consultar]) |     |     |     |     |     |